# شهرستان چیپوا (میشیگان)
شهرستان چیپوا، میشیگان (به انگلیسی: Chippewa County, Michigan) یک سکونتگاه مسکونی در ایالات متحده آمریکا است که در میشیگان واقع شده‌است.